# 279 Туле
279 Туле (279 Thule) — астероїд зовнішнього головного поясу, відкритий 25 жовтня 1888 року Йоганном Палізою у Відні.
Тіссеранів параметр щодо Юпітера — 3,029.